# Vitbröstad snårskvätta
Vitbröstad snårskvätta (Chamaetylas fuelleborni) är en tätting i familjen flugsnappare. Den förekommer i bergstrakter i sydöstra Afrika. Arten minskar i antal, men beståndet anses vara livskraftigt.

## Utseende och läte
Vitbröstad snårskvätta är en stor och knubbig trastliknande fågel med rödbrun rygg, mörkt ansikte och lysande vit undersida. Den upptäcks lättast på lätet, en långsam serie med sorgsamma, darrande visslingar.

## Utbredning och systematik
Vitbröstad snårskvätta förekommer i bergstrakter från östra Tanzania till norra Malawi och sydcentrala Moçambique. Den behandlas som monotypisk, det vill säga att den inte delas in i några underarter.

### Släktestillhörighet
Tidigare placerades arten tillsammans med aletherna i Alethe, men genetiska studier visar att de endast är avlägset släkt. Den och ytterligare tre arter lyftes därför ut till det egna släktet Pseudalethe. Sentida studier visar dock att Chamaetylas har prioritet.

### Familjetillhörighet
Liksom alla snårskvättor men även fåglar som rödhake, näktergalar, stenskvättor, rödstjärtar och buskskvättor behandlades vitbrynad snårskvätta tidigare som en trast (Turdidae), men genetiska studier visar att de tillhör familjen flugsnappare (Muscicapidae).

## Levnadssätt
Vitbröstad snårskvätta hittas i undervegetation i skog, där den är mycket skygg och tillbakadragen. I norra delen av utbredningsområdet ses den uteslutande i bergsskogar, i söder dock ner till havsnivån.

## Status och hot
Arten har ett stort utbredningsområde, men tros minska i antal, dock inte tillräckligt kraftigt för att den ska betraktas som hotad. Internationella naturvårdsunionen IUCN listar arten som livskraftig (LC).

## Namn
Fågelns vetenskapliga artnamn hedrar Friedrich Fülleborn (1866-1933), tysk naturforskare och akademiker i Tyska Östafrika 1896-1900.